# Erborian
Erborian est une entreprise de cosmétique franco-coréenne créée en 2007 par Hojung Lee, scientifique coréenne et Katalin Berenyi, entrepreneuse franco-hongroise. 

## Historique de la marque
L'argument marketing de la marque s'appuie sur une association de la médecine traditionnelle coréenne aux produits cosmétiques occidentaux. 
En 2009, Erborian lance la première BB Crème (BB pour« Blemish Balm Cream » : baume anti-imperfections) en Europe en adaptant le succès de la BB Crème asiatique au marché des femmes occidentales avec une crème plus légère et moins couvrante que la version asiatique.
Depuis juillet 2012, la marque Erborian appartient au groupe L'Occitane International.
En 2016, Erborian est distribué dans 80 pays.